# Österbo, Smedjebackens kommun
Österbo är en bebyggelse söder om sjön Leran och strax väster om Smedjebacken i Smedjebackens kommun i Dalarnas län. SCB klassade denna från 2018 till 2023 som en del av tätorten Smedjebacken för att 2023 avgränsa den till en separat småort